# İkizce, Laçin
İkizce là một xã thuộc huyện Laçin, tỉnh Çorum, Thổ Nhĩ Kỳ. Dân số thời điểm năm 2010 là 124 người.